# Circle 7 Animation
Circle 7 Animation (conocido también como Disney Circle 7 Animation) fue una división de Walt Disney Feature Animation originalmente creada para crear secuelas de películas de Pixar Animation Studios.

## Historia
The Walt Disney Company tenía un acuerdo de distribución y posesión con Pixar de 7 películas, al igual que los derechos de potenciales secuelas. Después del éxito de Toy Story 2 en 1999, el CEO de Disney, Michael Eisner, y el dueño de Pixar, Steve Jobs, desacordaban en como debía ser la relación entre los estudios. Jobs sugería que, después de Cars (que era la última película del acuerdo), todas las películas y personajes producidos por Pixar fuesen posesión de su estudio, mientras que Disney solo retendría los derechos de distribución. Eisner se negó rotundamente, y aseguró además que la secuela de Toy Story no contaba dentro de las siete películas del acuerdo, lo que hizo que Jobs (después de 10 meses de negociaciones) confirmara en enero de 2004 que las relaciones con Disney se habían acabado y apostaría por otros estudios para la distribución a partir de 2006.
El 16 de marzo de 2004, Eisner funda el estudio de animación por computadora Circle 7 Animation, con sede en la Circle Seven Drive de Glendale, California, donde a su vez tenía sede la estación KABC-TV de ABC, propiedad también de Disney, para crear las secuelas de las películas de Pixar de las que poseía los derechos. Entre ellas, se conoce que empezaron Toy Story 3, Monsters, Inc. 2 y Buscando A Nemo 2. 
En 2005, Robert Iger sustituía a Eisner como CEO de The Walt Disney Company, y el 26 de enero de 2006 llegó a un acuerdo con Steve Jobs en el que Disney podía comprar a Pixar por 7.400 millones de dólares. Consecuentemente, el 26 de mayo de 2006 se cierra Circle 7, mientras que el 80% de sus empleados fueron trasladados a Walt Disney Feature Animation, después renombrada como Walt Disney Animation Studios, y que liderarían los ejecutivos de Pixar Edwin Catmull y John Lasseter.